# هفتادمین جشنواره فیلم ونیز
هفتادمین جشنواره فیلم ونیز (انگلیسی: 70th Venice International Film Festival) از ۲۸ اوت تا ۷ سپتامبر ۲۰۱۳ در ونیز ایتالیا برگزار شد. فیلم افتتاحیه این دوره جاذبه ساخته آلفونسو کوارون، سینماگر مکزیکی‌تبار بود. برناردو برتولوچی، کارگردان ایتالیایی، ریاست هیئت داوران را به عهده داشت.
در این دوره از جشنوارهٔ ونیز فیلمِ مستندِ سکرو جی. ئه‌ره. آ از ایتالیا ساختهٔ جان‌فرانکو رزی توانست جایزه شیر طلایی را از آنِ خود کند. سکرو جی.ئه‌ره.آ اولین فیلم مستندی است که این جایزه را گرفته است.

## هیئت داوران
- برناردو برتولوچی: کارگردان ایتالیایی (رئیس هیئت داوران)
- آندریا آرنولد: کارگردان بریتانیایی
- رناتو برتا: مدیر فیلمبرداری سوئیسی-فرانسوی
- کری فیشر: بازیگر، نمایشنامه‌نویس و رمان‌نویس آمریکایی
- مارتینا گدک: بازیگر آلمانی
- پابلو لارائین: کارگردان شیلیایی
- ویرژینی لدواین: بازیگر فرانسوی
- ریوایچی ساکاموتو: موسیقی‌دان ژاپنی
- جیانگ ون: کارگردان و بازیگر چینی

## در مسابقه
فیلم‌های زیر برای رقابت‌های اصلی انتخاب شدند:
| عنوان فارسی       | عنوان اصلی              | کارگردان(ها)       | کشور تولید             |
| ----------------- | ----------------------- | ------------------ | ---------------------- |
| من عرب هستم       | Ana Arabia              | عاموس گیتای        | اسرائیل، فرانسه        |
| فرزند خدا         | Child of God            | جیمز فرانکو        | ایالات متحده           |
| همسر افسر پلیس    | Die Frau des Polizisten | فیلیپ گرونینگ      | آلمان                  |
| L'intrepido       | L'intrepido             | جانی آملیو         | ایتالیا                |
| حسادت             | La Jalousie             | فیلیپ گارل         | فرانسه                 |
| سگ ولگرد          | 郊遊                    | تسای مینگ-لیانگ    | تایوان، فرانسه         |
| جو                | Joe                     | دیوید گوردون گرین  | ایالات متحده           |
| باد وزیدن گرفته   | 風立ちぬ                | هایائو میازاکی     | ژاپن                   |
| Miss Violence     | Miss Violence           | Alexandros Avranas | یونان                  |
| حرکات شبانه       | Night Moves             | کلی رایشارد        | ایالات متحده           |
| Parkland          | Parkland                | Peter Landesman    | ایالات متحده           |
| فیلومنا           | Philomena               | استیون فریرز       | بریتانیا               |
| سکرو جی. ئه‌ره. آ  | Sacro GRA               | جان‌فرانکو رزی      | ایتالیا                |
| پشت بام           | Es-Stouh                | مرزاق علواش        | الجزایر، فرانسه        |
| تام در مزرعه      | Tom à la ferme          | زاویه دولان        | کانادا، فرانسه         |
| مسیرها            | Tracks                  | John Curran        | بریتانیا، استرالیا     |
| زیر پوست          | Under the Skin          | جاناتان گلیزر      | بریتانیا، ایالات متحده |
| The Unknown Known | The Unknown Known       | ارول موریس         | ایالات متحده           |
| خیابانی در پالرمو | Via Castellana Bandiera | اما دانته          | ایتالیا، سوئیس، فرانسه |
| قضیه صفر          | The Zero Theorem        | تری گیلیام         | بریتانیا، ایالات متحده |